# Ortwin Michl

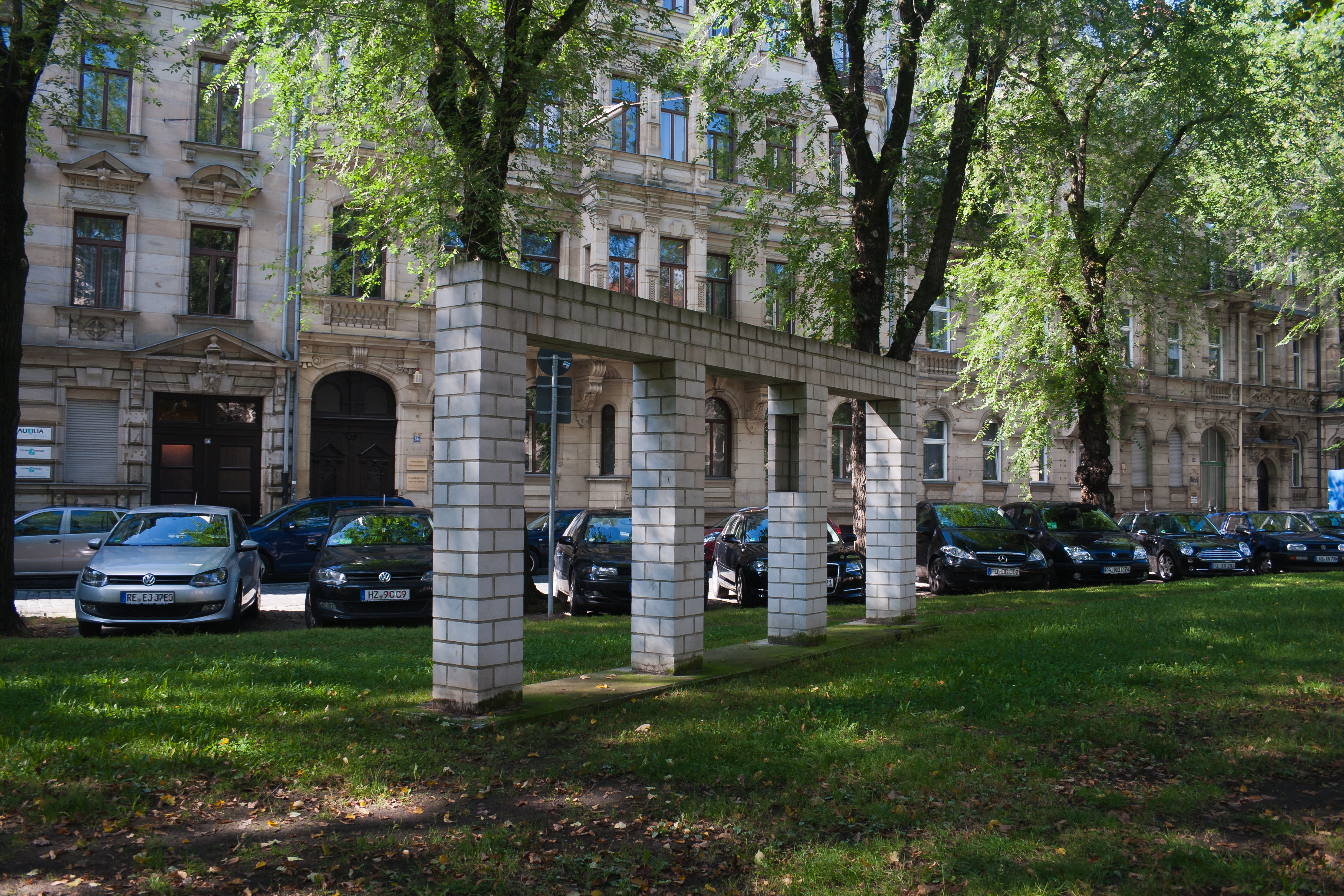
Kunstwerk von Ortwin Michl, das 2007 im Rahmen des vom Kulturring C angelegten und unter dem Thema „Wachstum“ stehenden Skulpturenpfads auf der Willy-Brandt-Anlage in Fürth entstand

Ortwin Michl (* 1942 in Marienbad, Reichsgau Sudetenland) ist ein deutscher Maler und Kunstprofessor.

## Leben
Michl studierte an der Akademie der Bildenden Künste Nürnberg und wurde 1971 Meisterschüler bei Ernst Weil.
1972 erhielt Michl den Kulturförderpreis der Stadt Fürth, 1983 den Kunstpreis der Fürther Industrie sowie 2002 den Kulturpreis der Stadt Fürth. Von 1986 bis 2007 war er Professor an der Georg-Simon-Ohm-Fachhochschule Nürnberg im Fachbereich Gestaltung, von  1997 bis 1999 war er der Dekan des Fachbereichs.

## Leistungen
Ab 1970 stellte Michl im In- und Ausland aus, seit 1971 ist er Mitglied der Künstlergruppe Der Kreis.
Ab 1998 war Michl an der Gestaltung der U-Bahnhöfe Rathaus, Stadthalle, Klinikum und Hardhöhe in Fürth beteiligt.
Michl gilt als einer der Väter der 2002 eröffneten Kunst Galerie Fürth.
Michls Arbeiten befinden sich im Besitz des Landespräsidium Karlsruhe, der Bayerischen Staatsgemäldesammlung München, des Germanischen Nationalmuseums Nürnberg, der Sparkasse Nürnberg, der Gesellschaft der Kunstfreunde Fürth und diverser privater Sammlungen.